# 나인규
{{영화인 정보
| 이름 = 나인규
| 사진 = 
| 출생일     = 1974년 8월 3일(50세)
| 직업       = 배우 & 연극 배우
나인규(1974년 8월 3일 ~ )는 대한민국의 배우이다.

## 출연작

### 영화
| 연도     | 제목                 | 역할             |
| -------- | -------------------- | ---------------- |
| 2010년   | 굿바이보이           | 정당 당원 役     |
| 2006년   | 뚝방전설             | 상춘파 조직원 役 |
| 2006년   | 여교수의 은밀한 매력 | 기술자 役        |
| 2006년   | 내 남자친구의 일기   | 판매원 役        |
| 2005년   | 태풍                 | UDT 장교 役      |
| 2005년   | 천군                 | 남한대원 役      |
| 2004년   | 투 가이즈            | 경호원 役        |
| 2003년   | 동해물과 백두산이    | 헬기 조정사役    |
| 독립영화 | 600초                | 조직원 役        |
| 독립영화 | 낮은천정             | 형사 役          |
| 독립영화 | 뼛살                 | 남자 役          |
| 독립영화 | 엘리스               |                  |

### 드라마
| 연도   | 방송사 | 제목                         | 역할                | 비고 |
| ------ | ------ | ---------------------------- | ------------------- | ---- |
| 2023년 | ENA    | 오랫동안 당신을 기다렸습니다 | 육정태 役           |      |
| 2022년 | SBS    | 어게인 마이 라이프           | 오민국 役           |      |
| 2019년 | MBN    | 우아한 가                    | 오형사 役           |      |
| 2010년 | KBS2   | 엄마도 예쁘다                | 윤실장(첼리스트) 役 |      |
| 2009년 | KBS2   | 장화홍련                     | 박기자 役           |      |
| 2007년 | KBS2   | 꽃피는 봄이 오면             | 주진수 형사 役      |      |

### 연극
| 제목          |
| ------------- |
| 시비노자      |
| 쉬어 매드니스 |
| 세친구        |
| 희안한 한쌍   |
| 청혼          |
| 굿닥터        |
| 왕은 죽어간다 |
| 십이야 결혼   |
| 오셀로        |